# Planungskollektiv Nr. 1

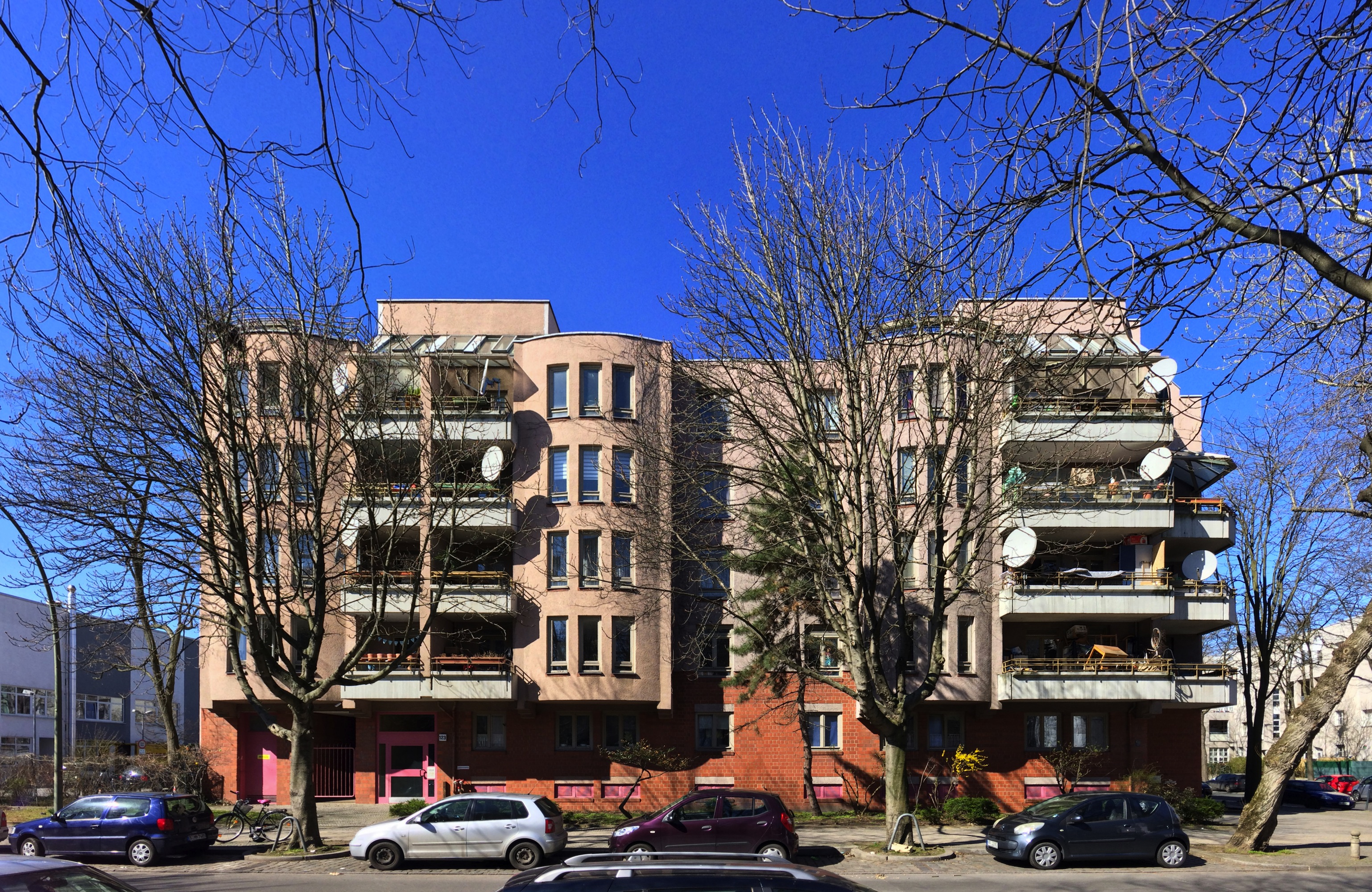
Wohnanlage Konzepta, Berlin-Kreuzberg, 1977–1980

Das Planungskollektiv Nr. 1 war eine interdisziplinäre Gruppe von Stadtplanern und Architekten, die zwischen 1968 und 2005 bestand.

## Gründung

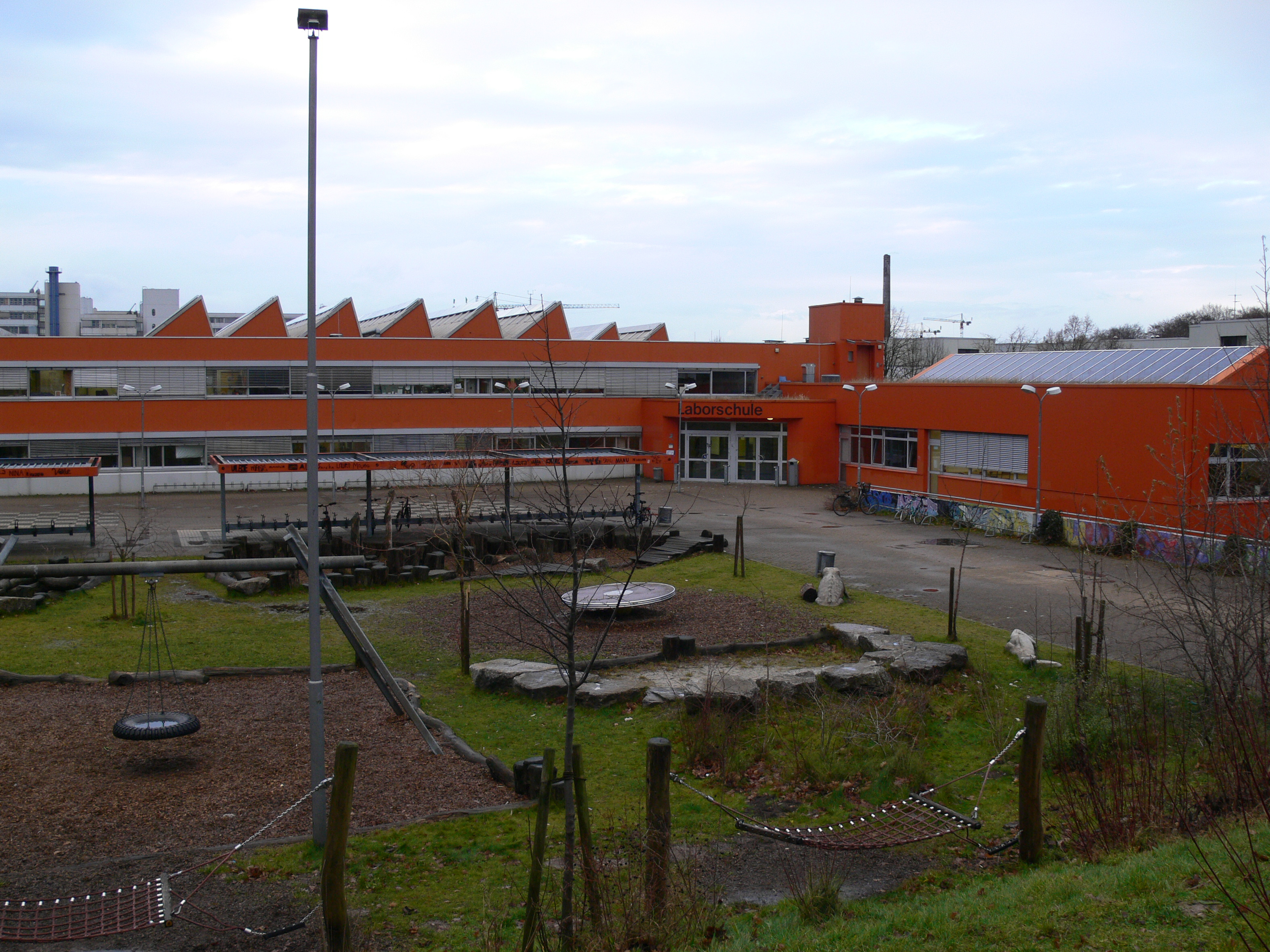
Laborschule Bielefeld, 1973–1974

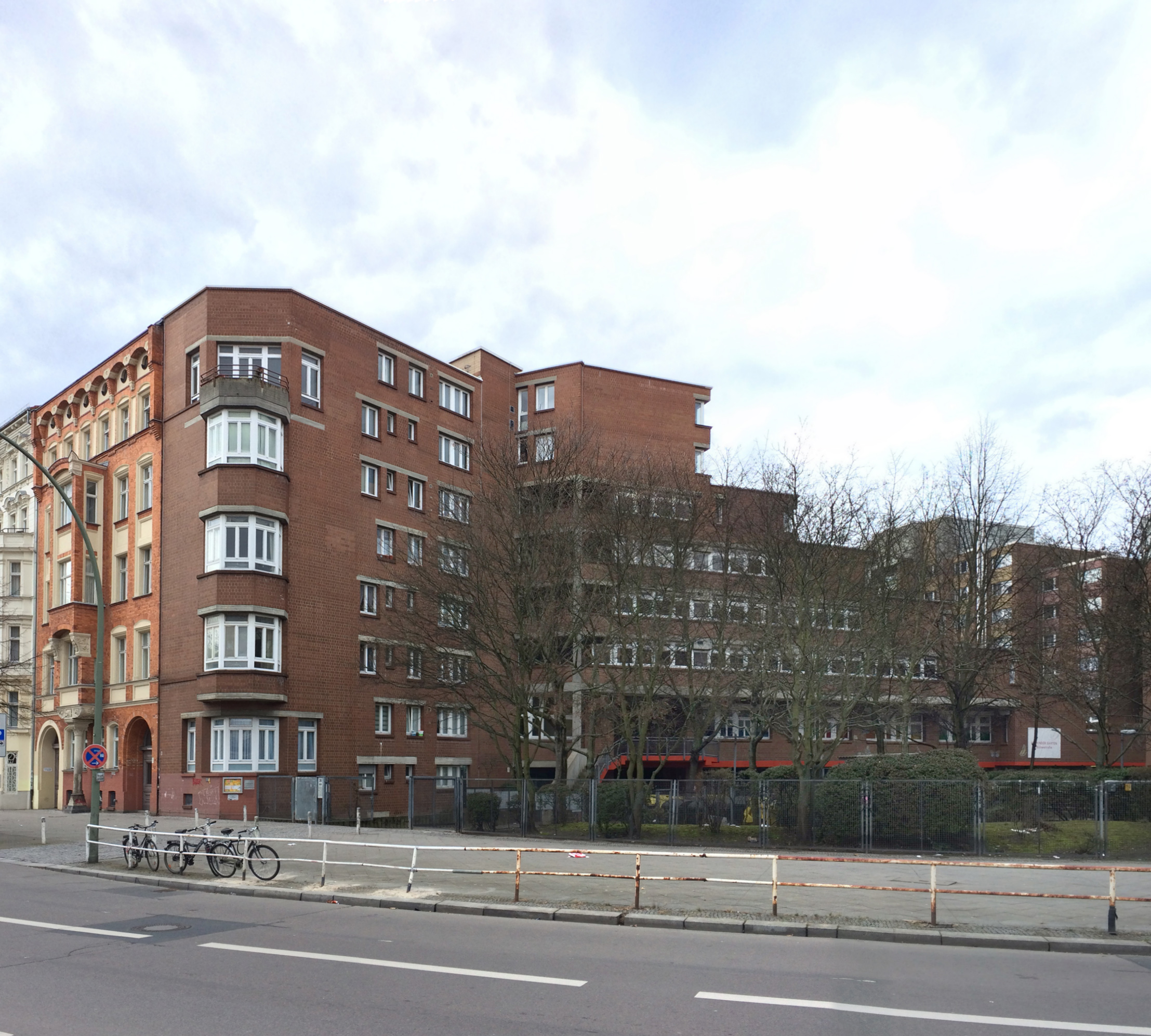
Wohnbebauung Bülowstraße, Berlin-Schöneberg, 1975–1978

Die alternativen Schreibweisen lauten Planungskollektiv Nummer 1 sowie Planungskollektiv Nummer Eins oder PLK1. Der Name ist eine Anspielung auf das historische Planungskollektiv, das unmittelbar nach dem Ende des Zweiten Weltkriegs in Berlin den sogenannten Kollektivplan zum modernen Wiederaufbau des zerstörten Berlins entworfen hatte. Das Planungskollektiv Nr. 1 entsprang dem Umfeld der Aktion 507 an der Technischen Universität Berlin. In der Zeit um 1968 wurde die etablierte Planungspraxis des Berliner Senats von jungen Architekten kritisiert. Zu den Unterzeichnern des Manifests der Aktion 507 gehörten unter anderem Helmut Maier, Jonas Geist und Heiner Moldenschardt – die Gründer des späteren Planungskollektiv Nr. 1. Gemeinsam mit Peter Voigt, Hans Wehrhahn, Gerhard Spangenberg und Martin Göpfert gründeten Geist, Maier und Moldenschardt eine Planungsgruppe, die jenseits der etablierten top-down-Praxis arbeiten sollte. Sie stellten sich demonstrativ gegen den Abriss bestehender Altbauten sowie gegen Großsiedlungsbau und Flächensanierungen, bei denen Planer in den 1960er Jahren eng mit dem Berliner Senat, Wohnungsbaugesellschaften und Bauunternehmen kooperiert hatten. Das Planungskollektiv Nr. 1 sollte in zweierlei Hinsicht mit der etablierten Praxis brechen: Erstens sollte die Gruppe als Kollektiv organisiert sein, ohne Hierarchie und den für Architekten typischen Habitus. Zweitens sollten ihre Entwürfe vorsichtiger auf die jeweiligen räumlichen Situationen reagieren und somit eine Alternative zum Bauboom der 1960er Jahre darstellen. Zudem wollten sie bestehende Bausubstanz erhalten, modernisieren und ergänzen, anstatt voreilige Abrisse zu planen. Alle diese Ideale galten 1968 als Gegenentwurf zur gängigen Bau- und Planungspraxis.

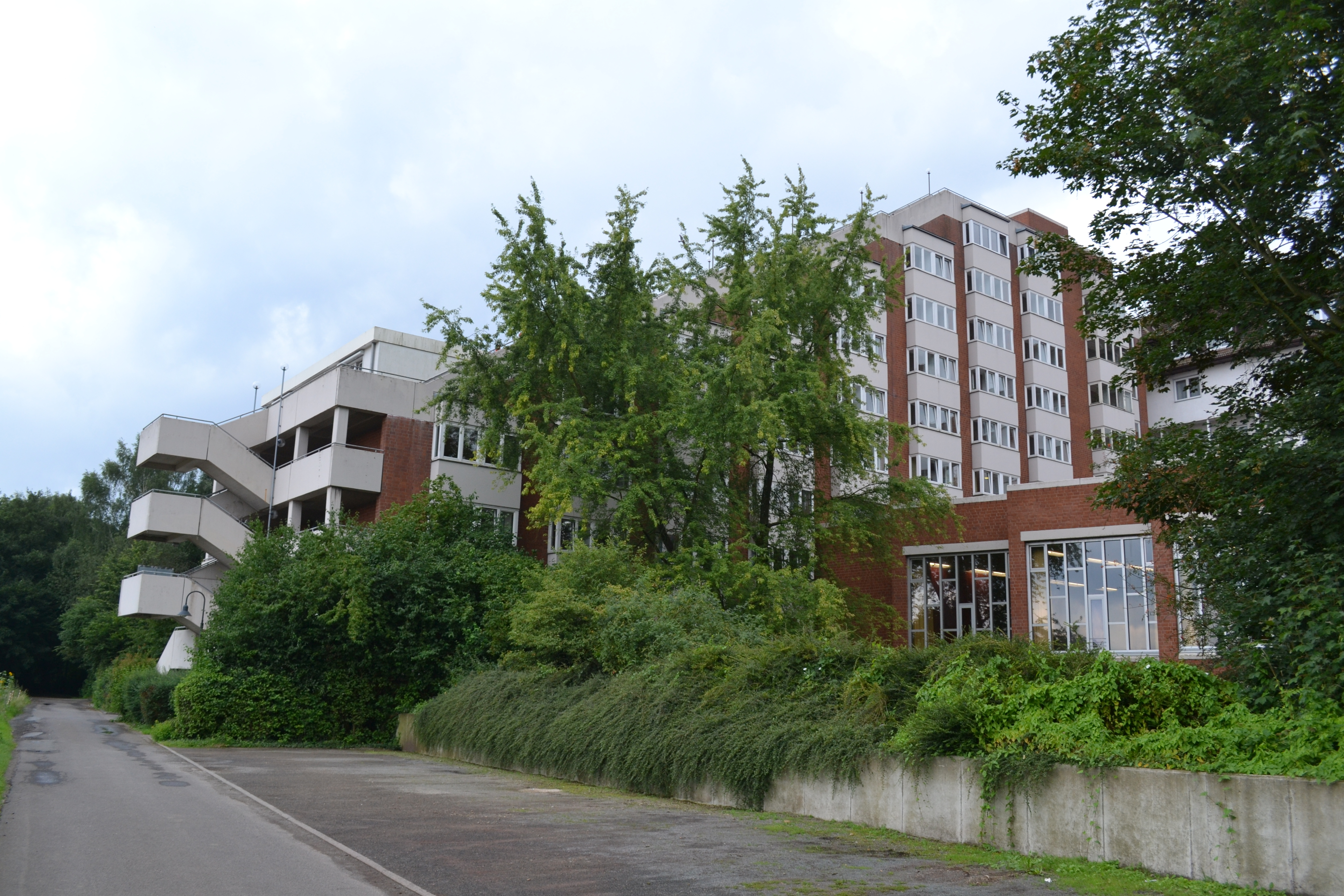
Terrassenhaus der Kurklinik Bad Hopfenberg, Petershagen, 1975–1977

## Zusammensetzung
Als Kernteam des Planungskollektivs gelten Jonas Geist, Helmut Maier, Heiner Moldenschardt, Peter Voigt und Hans Wehrhahn. Spangenberg und Göpfert verließen das Kollektiv recht schnell wieder zu Beginn der 1970er Jahre. Jonas Geist wurde 1972 zum Professor für Baugeschichte an der Hochschule der Künste Berlin berufen, Heiner Moldenschardt zum Professor an der Hochschule für Bildende Künste Hamburg. Geist und Moldenschardt blieben weiter Teil der Gruppe, auch wenn sie sich weniger an den Planungen beteiligten als Maier, Voigt und Wehrhahn. Die meisten ausgeführten Bauten sind überwiegend Entwürfe von Maier, Voigt und Wehrhahn. Neben dem Kernteam zählten temporär zahlreiche andere zum Kollektiv: Wolfram Althaus, Heinrich Appels, Johannes Banholzer, Ulla Bauerochse, Gerhard Bosch, Reinhard Bühlmeyer, Sabine Burk, Waltraut Bursche, Jürgen Dieckmann, Dietrich Döpping, Christa Fischer, Ludwig Fromm, Andreas Haß, Jan Höck, Susanne Jähner, Helma Karau, Hans Kock, Sabine Kracke, Andrzej Latos, Renate Micheler, Henning Pohle, Erika Schakat, Eva Spitzner, Jürgen Steen, Martin Wehrhahn und Henner Wiethüchter. Eine langjährige Mitarbeiterin, die fast alle Projekte des Planungskollektivs mit bearbeitete, war die Architektin Renate Czyzykowski. Hans Wehrhahn arbeitet weiter an den Bauten auf dem Campus der Technischen Universität, oder bei neuen Projekten – unter dem Namen PLK1.

## Werk
Das Kollektiv selbst gab als seinen ersten realisierten Entwurf das Seniorenwohnhaus in der Schloßstraße in Berlin-Charlottenburg an. Tatsächlich wurde dieser Bau jedoch vor Gründung des Kollektivs entworfen und stammt von Heiner Moldenschardt und Walther Stepp. Geradezu unerhört war, dass das Planungskollektiv Nr. 1 als erstes einen Auftrag in Ost-Berlin annahm. Für den Spreepark Berlin im Plänterwald planten sie ein Restaurant, das auch tatsächlich ausgeführt wurde.

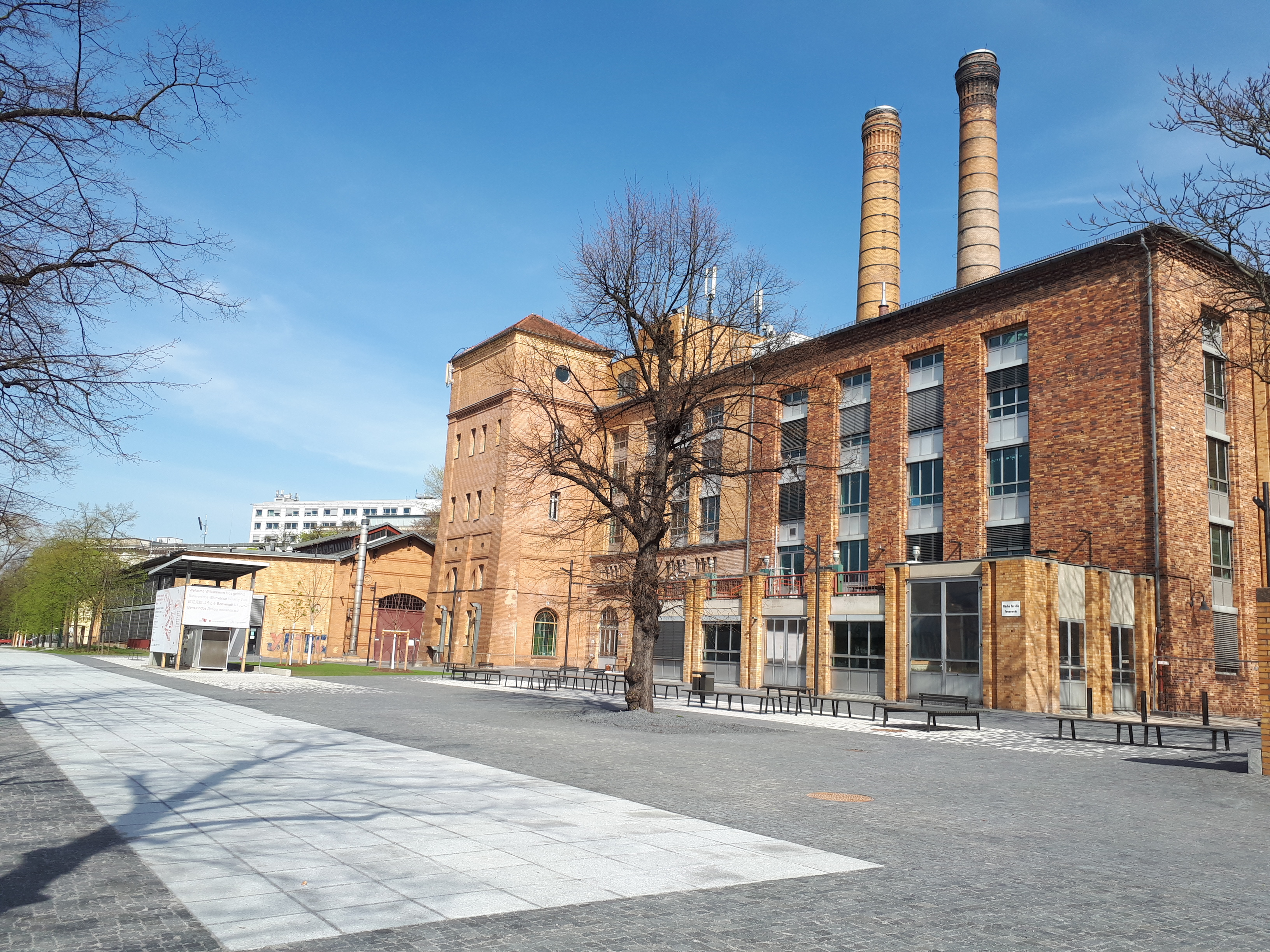
Kesselhaus auf dem Campus der Technischen Universität Berlin

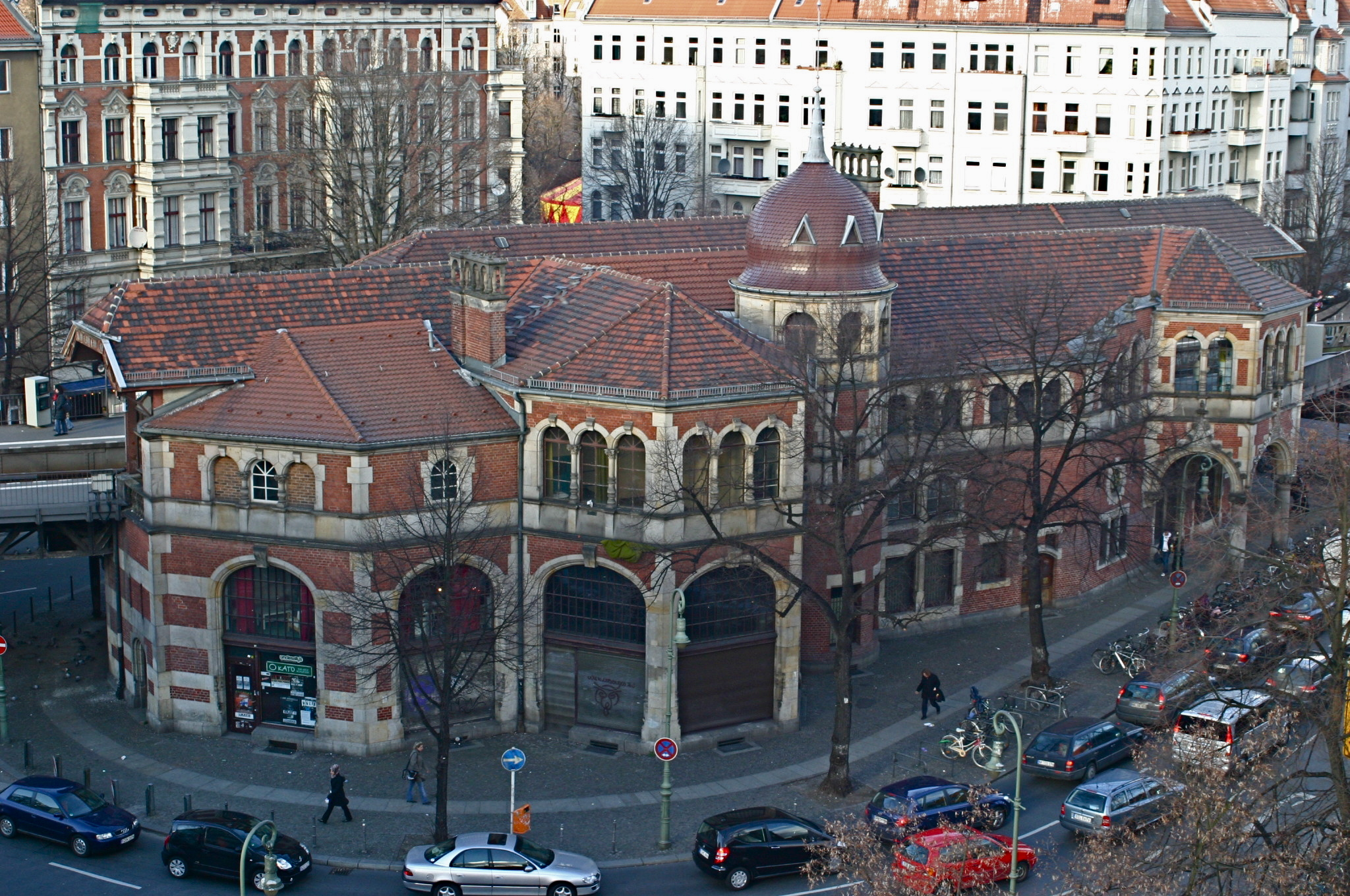
U-Bahnhof Schlesisches Tor, Berlin-Kreuzberg

Die Bauten der 1970er Jahre in Berlin, Schwenningen, Lübeck und Petershagen entsprechen der typischen Gestaltung der 1970er Jahre. In den 1980er Jahren begann das Planungskollektiv, mehr und mehr Bezug auf historische Bauformen zu nehmen. Die Häuser, die das Kollektiv für das Bauprojekt Konzepta in Berlin-Kreuzberg entwarf, besitzen Erker und Lochfassaden mit schmalen, hochformatigen Fenstern. Bei der Internationalen Bauausstellung Berlin IBA 87 baute das Planungskollektiv Wohnungen in der Pohlstraße in Berlin-Tiergarten. Hierfür gestalteten sie Hauseingänge mit historisierenden Säulen. Ähnliche Säulen entwarfen sie auch für ein Dialysezentrum in Berlin-Moabit.

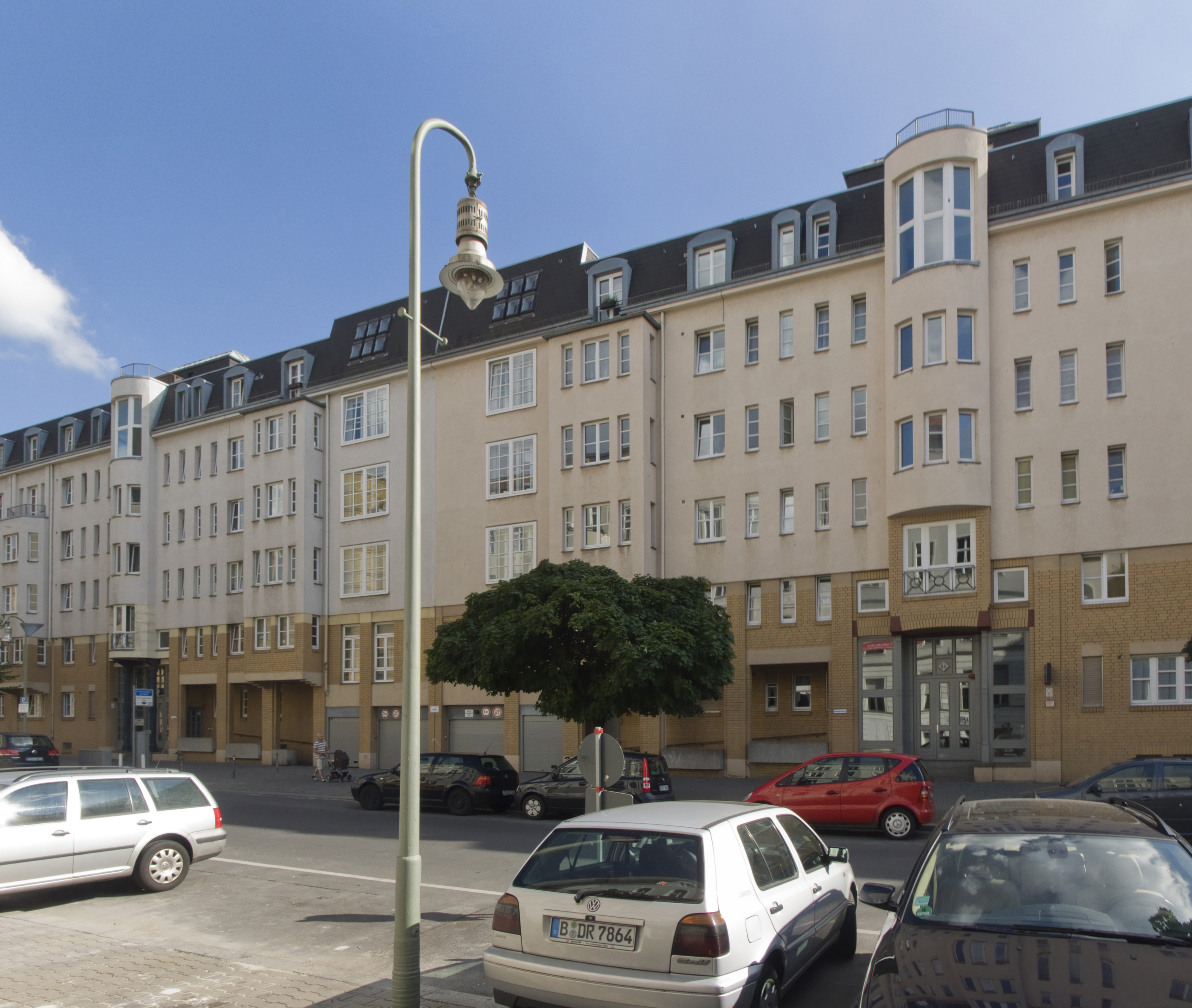
IBA-Wohnbebauung Pohlstraße, Berlin-Tiergarten

Ein weiterer großer Bestandteil der Arbeit des Planungskollektiv Nr. 1 war die Modernisierung von Bestandsbauten. Im Sanierungsgebiet Klausenerplatz in Berlin-Charlottenburg arbeiteten sie ab 1975 an der Sanierung zahlreicher Altbauten. Weitere Modernisierungsprojekte waren das Kesselhaus der TU Berlin, Wohnhäuser in Fidicinstraße und Mariannenstraße in Berlin-Kreuzberg sowie der U-Bahnhof Schlesisches Tor.
Bis 2005 waren Hans Wehrhahn und Helmut Maier als Architekten bei zahlreichen großen Bauvorhaben beteiligt, die mitunter im Widerspruch zu den Idealen der Kollektiv-Gründung standen. Helmut Maier wurde deswegen von der TAZ der "Doppelmoral" bezichtig. Das von der TAZ scharf kritisierte Bauvorhaben an der Veteranenstraße in Berlin-Mitte war das letzte Projekt der Architekten, bei dem sie selbst als Urheber PLK1 nannten.

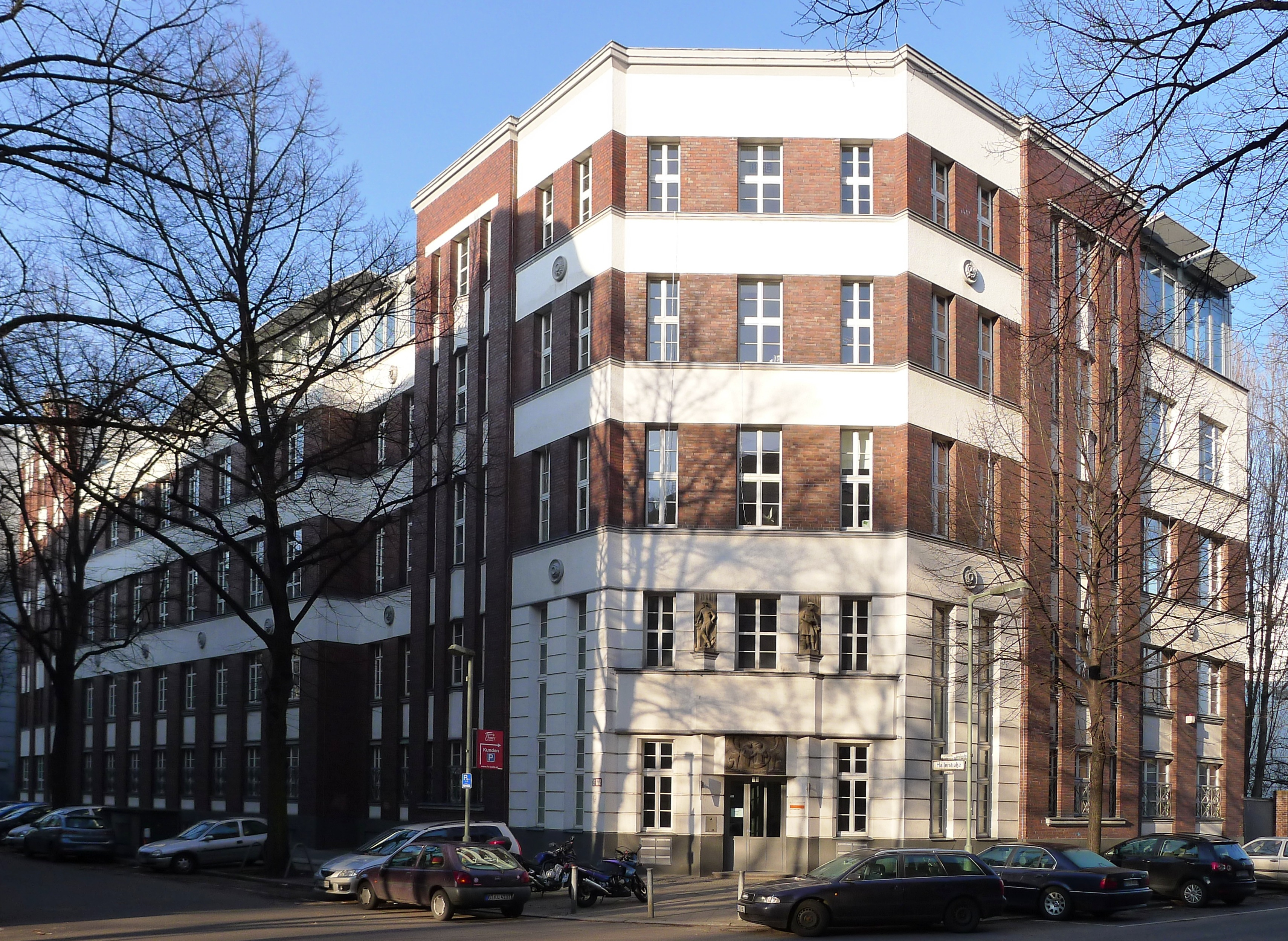
Ehemaliges Druckhaus Hallerstraße, Berlin-Charlottenburg

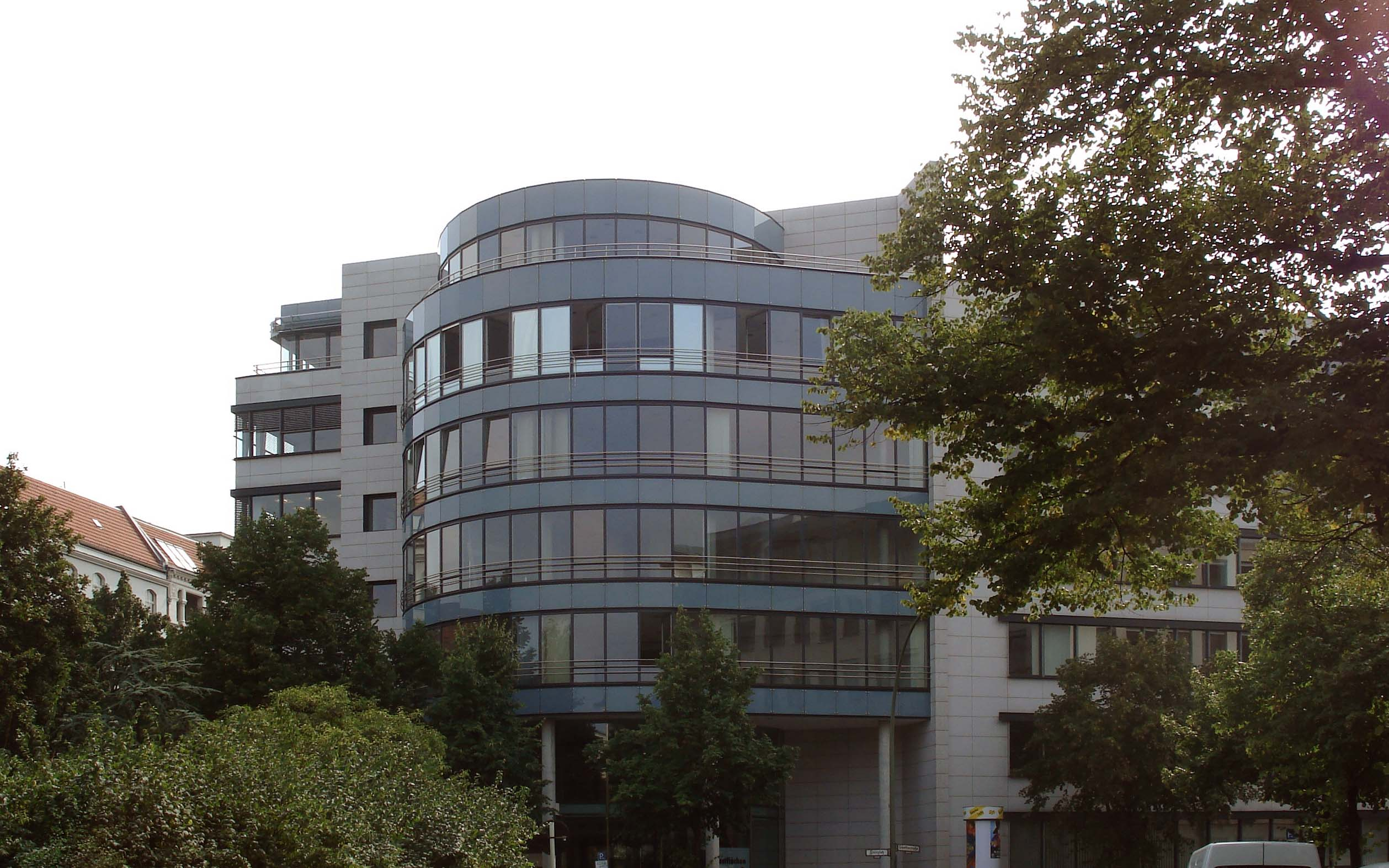
Verwaltungsgebäude Steinplatz 2, Berlin-Charlottenburg, 1996–1997

## Bauten
- 1968: Restaurant Spreepark Berlin, Plänterwald, Berlin-Treptow-Köpenick
- 1970–1971: Wohnhaus Klopstokstraße, Berlin-Hansaviertel
- 1970–1972: Wohnanlage Spittelstraße/Austraße/Johannesstraße in Schwenningen
- 1972–1975: Wohnbebauung Cunostraße/Kissinger Straße, Berlin-Schmargendorf
- 1973–1974: Laborschule Bielefeld
- 1973–1979: Stadtbibliothek Lübeck
- 1975–1977: Kurklinik Bad Hopfenberg, Petershagen
- 1975–1978: Wohnbebauung und Kindertagesstätte Bülowstraße, Berlin-Schöneberg
- Ab 1975: Modernisierung zahlreicher Altbauten m Sanierungsgebiet Klausenerplatz, unter anderem in der Christstraße und Gardes-du-Corps-Straße, Berlin-Charlottenburg[8]
- 1977–1980: Wohnbebauung Konzepta Alte Jakobstraße/Ritterstraße/Lindenstraße, Berlin-Kreuzberg
- 1978–1982: Umbau Kesselhaus der Technischen Universität Berlin
- 1979–1982: Wohnanlage der Documenta Urbana, Heinrich-Schütz-Allee, Kassel
- 1979–1985: Wohnbebauung Internationale Bauausstellung 1987 – IBA-Neu, Pohlstraße, Berlin-Tiergarten
- 1979–1987: Instandsetzungen und Modernisierungen IBA-Neu: Block 78 (Adalbert-, Oranien-, Naunynstraße), Block 79 (Adalbert-, Oranien-, Mariannenstraße), Block 89 (Fraenkelufer, Kohlfurter Straße), Block 94 (Muskauer, Mariannen-, Wrangel-, Manteuffelstraße), Block 101 (Lausitzer Platz, Skalitzer Straße)[11]
- 1980–1981: Neubau Wohnhaus Christstraße 13, Sanierungsgebiet Klausenerplatz, Berlin-Charlottenburg[6]
- 1981–1984: Dialysezentrum, Berlin-Moabit
- 1981–1984: Denkmalgerechte Restaurierung U-Bahnhof Schlesisches Tor, Internationale Bauausstellung 1987 – IBA-Alt, Berlin-Kreuzberg
- 1982–1983: Wohn- und Geschäftshaus Carl-Schurz-Straße 43, Berlin-Spandau
- 1983–1984: Wohnhaus Möllentordamm 8, Berlin-Spandau
- 1983–1984: Modernisierung Wohnhaus Fidicinstraße, Berlin-Kreuzberg
- 1983–1984: Modernisierung Wohnhaus Mariannenstraße 5, Berlin-Kreuzberg
- 1983–1984: Weserland-Klinik, Bad Seebruch, Vlotho
- 1986: Umweltinstitut, Technische Universität Berlin
- 1986–1991: Nachbarschaftshaus für interkulturelle Begegnungen ORA 34, Oranienstraße, Internationale Bauausstellung 1987 – IBA-Alt, Berlin-Kreuzberg
- 1987–1988: Institutsgebäude Fasanenstraße, Technische Universität Berlin
- 1992–1993: Wohnanlage Nonnendammallee, Berlin-Siemensstadt
- 1994: Sanierung und Umbau Etagenfabrik Wäscherei Heinrich Bergmann, Berlin-Moabit
- 1994–1995: Ostseebad Sellin
- 1995: Flair Hotel Weiss, Angermünde
- 1995: Umbau und Erweiterung ehemaliges Druckhaus Hallerstraße 1–2, Berlin-Charlottenburg
- 1995: Sanierung und Umbau Wohnhaus Gitschiner Straße 17, Berlin-Kreuzberg
- 1995–1996: Zwei Wohnhäuser (Pfarrer-Wenke-Weg und Ernst-Arndt-Weg), Berlin-Buckow
- 1996–1997: Bundesbank-Verwaltungsbau am Steinplatz, Berlin-Charlottenburg
- 1997: Wohnpark Wendenschloßstraße/Am Amtsgraben, Berlin-Köpenick
- 1999: IAV-Hauptniederlassung Berlin, Berlin-Charlottenburg
- 1999–2000: Wohnbebauung Ruth-Stephan-Straße, Berlin-Spandau
- 2001–2002: Modernisierung, Instandsetzung und Neubau einer Wohnanlage Veteranenstraße, Berlin-Mitte